# Euphyia psarodes
Euphyia psarodes là một loài bướm đêm trong họ Geometridae.